# باول ناردي
باول ناردي (بالفرنسية: Paul Nardi)‏ هو لاعب كرة قدم فرنسي في مركز حراسة المرمى، ولد في 18 مايو 1994 في فيزول في فرنسا. شارك مع منتخب فرنسا تحت 17 سنة لكرة القدم ومنتخب فرنسا تحت 18 سنة لكرة القدم ومنتخب فرنسا تحت 19 سنة لكرة القدم ومنتخب فرنسا تحت 20 سنة لكرة القدم ومنتخب فرنسا تحت 21 سنة لكرة القدم. أما مع النوادي، فقد لعب مع إي أس نانسي وستاد رين وسيركل بروج ونادي لوريان ونادي موناكو.

## وصلات خارجية
- باول ناردي على موقع قاعدة بيانات كرة القدم.إي يو (الإنجليزية)
- باول ناردي على موقع Soccerway.com (الإنجليزية)
- باول ناردي على موقع عالم كرة القدم.نت (الإنجليزية)
- باول ناردي على موقع AS.com (الإسبانية)